# Patrick Pflücke
Patrick Pflücke (* 30. November 1996 in Dresden) ist ein deutscher Fußballspieler. Er steht beim KV Mechelen unter Vertrag.

## Karriere
In der Jugend spielte Pflücke für SC Borea Dresden und wechselte 2010 in Dynamo Dresdens Jugendmannschaft. Von 2011 bis 2014 war er in den U-Mannschaften des 1. FSV Mainz 05 aktiv. Zur Saison 2014/15 wurde er in den Profibereich hochgeholt und absolvierte sein einziges Bundesligaspiel am 17. Spieltag (19. Dezember 2014) als eingewechselter Spieler im Heimspiel gegen den FC Bayern München.
Zur Saison 2017/18 wechselte er zu Borussia Dortmund II in die Regionalliga West.
Zum vierten Spieltag der Drittligasaison 2018/19 wechselte der Mittelfeldspieler zum Aufsteiger KFC Uerdingen 05. In der Saison 2018/19 bestritt Pflücke 18 von 35 möglichen Ligaspielen sowie fünf Pokalspiele für Uerdingen, wobei er mit dem Verein den Niederrheinpokal gewann. In der Saison 2019/20 waren es 25 von 38 möglichen Ligaspielen und zwei Pokalspiele.
Anfang August 2020 wechselte er zu Roda JC Kerkrade in die Eerste Divisie, der zweithöchsten niederländischen Liga und unterschrieb dort einen Vertrag mit einer Laufzeit bis Sommer 2022. In der Saison 2020/21 kam er dort in 35 von 40 möglichen Ligaspielen, in denen er 13 Tore schoss, sowie einem Pokalspiel zum Einsatz. Lediglich bei fünf Spielen im November/Dezember 2020 fehlte er wegen eines Unterarmbruches.
Nach zwei Jahren in Kerkrade verlängerte er seinen Vertrag nicht mehr und wechselte zum Schweizer Traditionsverein Servette FC aus Genf. In der Saison 2022/23 bestritt er alle möglichen 36 Ligaspiele für Servette, in denen er sechs Tore schoss, sowie alle fünf Pokalspiele bis zum Halbfinale mit drei Toren. In der neuen Saison 2023/24 bestritt er die ersten drei Ligaspiele mit einem geschossenen Tor.
Mitte 2023 August wechselte er zum belgischen Erstdivisionär KV Mechelen, bei dem er einen Vertrag mit einer Laufzeit von drei Jahren abschloss. In seiner ersten Saison bestritt er dort 34 von 36 möglichen Ligaspielen, in denen er vier Tore schoss, und ein Pokalspiel. In der nächsten Saison waren es 32 von 40 möglichen Ligaspielen mit fünf geschossenen Toren sowie zwei Pokalspiele.